# Psilogramma strobi
Psilogramma strobi är en fjärilsart som beskrevs av Jean Baptiste Boisduval 1868. Psilogramma strobi ingår i släktet Psilogramma och familjen svärmare. Inga underarter finns listade.